# Otto Schenk (regista)
Otto Schenk (Vienna, 12 giugno 1930 – Oberhofen am Irrsee, 9 gennaio 2025) è stato un regista, attore e direttore artistico austriaco.

## Biografia
Otto Schenk nacque a Vienna nel 1930; i suoi nonni erano ebrei convertiti al cattolicesimo e pertanto la famiglia soffrì a causa delle leggi razziali introdotte dopo l'Anschluss, per quanto la conversione e il matrimonio del padre con una donna "ariana" mitigò la situazione. Dopo gli studi al Max Reinhardt Seminar esordì sulle scene al Volkstheater e al Theater in der Josefstadt in veste di attore e nel 1953 fece il suo debutto alla regia di un'opera di prosa. Pur avendo diretto e recitato in numerosi film e serie televisive mitteleuropei (vincendo anche il Bayerischer Filmpreis nel 1993), Schenk è noto a livello internazionale come regista di opere liriche nei maggiori teatri d'opera al mondo.
Nel 1957 esordì nel mondo dell'opera alla regia del Flauto magico al Salzburger Landestheater, mentre il 1964 vide il duplice esordio alla regia alla Wiener Staatsoper (con Jenufa) e al Festival di Salisburgo (ancora con Il flauto magico). Nella seconda metà degli anni sessanta lavorò regolarmente alla Wiener Staatsoper, dove curò la regia di allestimenti quali Carmen con Christa Ludwig (1966), I racconti di Hoffmann (1966), Il cavaliere della rosa diretto da Leonard Bernstein (1968) e un controverso Don Giovanni (1967) che risentiva dell'influenza stilistica della commedia dell'arte e che venne rimpiazzato dopo solo cinque anni con un nuovo allestimento firmato da Franco Zeffirelli.
Il suo sodalizio con i maggiori teatri viennesi sarebbe durato fino alla metà degli anni 2010 e nel corso dei decenni vi diresse un gran numero di opere, tra cui Macbeth (Staatsoper, 1970), Fidelio (Theater an der Wien, 1970), La traviata con Ileana Cotrubas, Nicolai Gedda ed Edita Gruberova (Staatsoper, 1971), Così fan tutte (Staatsoper, 1975), Andrea Chénier con Plácido Domingo (Staatsoper, 1981), Manon Lescaut con Mirella Freni (Staatsoper, 1986), Il flauto magico con Jerry Hadley e Luciana Serra (Staatsoper, 1988) e La piccola volpe astuta (Staatsoper, 2014).
Nel 1969 fece il suo esordio internazionale alla regia de La bohème alla Opera di Stato della Baviera. Il debutto scaligero avvenne nel 1974 con Le nozze di Figaro, diretto da Claudio Abbado ed interpretato da José van Dam (Figaro), Freni (Contessa) e Teresa Berganza (Cherubino). Sarebbe tornato al Piermarini nella stagione 1975/1976 con Il cavaliere della rosa e in quella 1977/1978 con un acclamato Fidelio diretto da Bernstein. Nel 1975 realizzò un nuovo allestimento di Un ballo in maschera per la Royal Opera House (Abbado, Domingo, Ricciarelli), rimasto nel repertorio della compagnia fino al 1995.
A livello internazionale, le sue maggiori collaborazioni avvennero con la Metropolitan Opera House, grazie anche al fortunato sodalizio con lo scenografo Günther Schneider-Siemssen. Esordì al Met nel 1968 con un nuovo allestimento della Tosca con Birgit Nilsson e Franco Corelli (poi sostituito da una nuova messa in scena firmata da Zeffirelli nel 1985), ma la consacrazione sarebbe avvenuta nel 1977 con una produzione di Tannhäuser che, al 2023, rientra ancora nel repertorio di allestimenti del teatro. Nel 1986 portò al Metropolitan il suo capolavoro, la tetralogia wagneriana de L'anello del Nibelungo, con James Levine sul podio; con il suo stile classico e sfarzoso, l'allestimento fu molto apprezzato dai critici e melomani dai gusti più tradizionalisti e il Met continuò a rappresentarlo regolarmente fino al 2009. La produzione è stata descritta come l'allestimento dell'opera più fedele alle intenzioni del compositore. Nel 1989 allestì un nuovo Rigoletto – descritto come "di tutto rispetto, seppur convenzionale" e rappresentato dalla compagnia fino al 2013 – portato al debutto da un cast di alto profilo composto da Luciano Pavarotti (Duca), Leo Nucci (Rigoletto) e June Anderson (Gilda) con Marcello Panni che dirigeva l'orchestra. Nel 1993 fu la volta de I maestri cantori di Norimberga, ancora in collaborazione con Schneider-Siemssen e Levine, e ancora una volta accolto favorevolmente dalla critica. Inizialmente l'allestimento avrebbe dovuto essere ritirato dal repertorio dopo le rappresentazioni del 2014 al Lincoln Center, ma successivamente fu riproposto ancora al Metropolitan nel 2021. Nel 2006 firmò la sua ultima messa in scena originale per il Met, un Don Pasquale creato apposta per Anna Jur'evna Netrebko e recensito positivamente. Con il passare degli anni, lo stile fortemente tradizionalista di Schenk cominciò ad essere accolto più tiepidamente da critica e pubblico: recensendo il Tannhäuser accolto positivamente nel 1977, nel 2015 il New York Times descrisse l'allestimento come "polveroso e datato".

## Videografia parziale
- Arabella - Solti/Janowitz/Weikl/Kollo - 1977 Decca
- Fidelio - Bernstein/Janowitz/Poppová/Kollo/Popp - 1978 Deutsche Grammophon
- Cavaliere della rosa - Kleiber/Jones/Jungwirth/Popp - 1979 Deutsche Grammophon
- Tannhäuser - Levine/Cassilly/Marton/Weikl - 1982, Deutsche Grammophon
- Parsifal - Levine/Meier/Jerusalem/Moll - 1992 Deutsche Grammophon
- Cavaliere della rosa - Kleiber/Lott/von Otter/Moll - 1994 Deutsche Grammophon
- L'elisir d'amore - Eschwé/Villazón/Netrebko/D'Arcangelo/Nucci - 2005 Erato

## Filmografia parziale

### Regista
- Anatol – film TV (1962)
- Die Teepuppe – film TV (1964)
- Zeit der Kirschen – film TV (1966)
- Die Fledermaus – film TV (1972)
- Der lebende Leichnam – film TV (1981)
- Die verkaufte Braut – film TV (1982)

### Attore
- Il bravo soldato Schwejk (Der Brave Soldat Schwejk), regia di Axel von Ambesser (1960)
- Meiberger - Im Kopf des Täters - serie TV, 8 episodi (2018)